# Untere Vorstadt (Volkach)

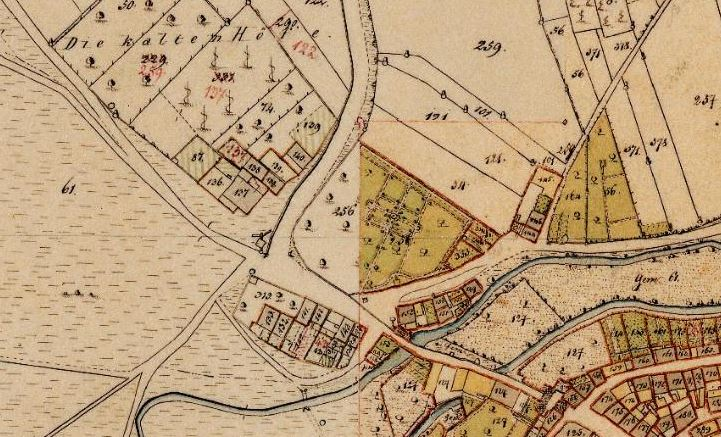
Das Gebiet der Unteren Vorstadt im Urkataster des 19. Jahrhunderts

Die Untere Vorstadt ist ein historischer Siedlungskern der unterfränkischen Stadt Volkach im Landkreis Kitzingen. In der Unteren Vorstadt waren die Ziegelhütte und die Fischersiedlung zu finden. Heute wird die Vorstadt als Wüstung eingeordnet.

## Geografische Lage
Die Untere Vorstadt liegt nordwestlich der Volkacher Altstadt, die ehemalige Siedlungsstelle ist überbaut. Nördlich ist das Volkacher Baugebiet Am Sambühl zu finden, während östlich der Volkachbach entlang der Volkacher Stadtbefestigung verläuft. Im Südosten beginnt die Altstadt mit dem Gaibacher Tor. Südlich ist der Hindenburgpark mit dem Weinfestplatz zu finden. Die Fahrer Straße verläuft in nordwestlicher Richtung und bildet zusammen mit der Gaibacher Straße den Mittelpunkt des Areals.
Die ehemalige Vorstadt wird als Wüstung eingeordnet und liegt in der Flur Kalte Höfe.

## Geschichte
Das Gebiet nördlich der Volkacher Kernstadt war bereits in der Jungsteinzeit dauerhaft besiedelt. Hier lebten Menschen der linearbandkeramischen Kultur, sie wurden später von den Hallstattmenschen abgelöst. Das Areal blieb während der Römischen Kaiserzeit bewohnt. Mit der fränkischen Kolonisation in der Mainschleifenregion wurden nördlich der aufstrebenden Siedlung Volkach die Wälder gerodet und Weinberge angelegt.
Im Mittelalter etablierte sich am Volkachbach ein Fischmarkt, um den sich bald Fischer ansiedelten. Der Bach bildete das einzige freie Fischwasser für die Bewohner. Die Volkacher Bevölkerung nutzte den nahen Bach außerdem als Antrieb für Mühlen, in der Nähe des Fischmarktes wurde die Brückenmühle angelegt, die einen weiteren Mittelpunkt der Unteren Vorstadt bilden sollte. Die geruchsintensive Arbeit des Gerbens wurde ebenfalls  hier ausgeübt, obwohl die Gerber selbst in der Stadt wohnten.

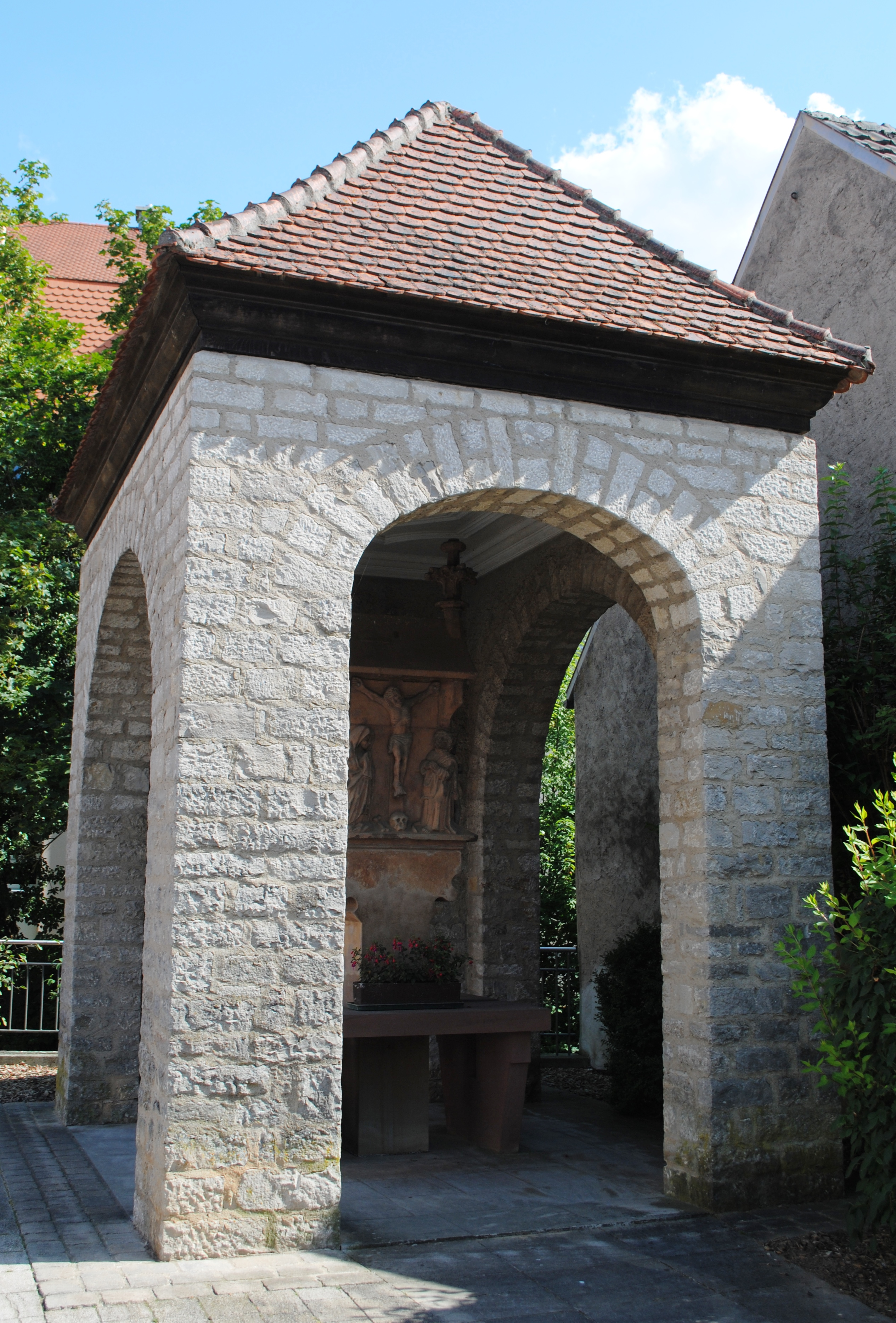
Die Kapelle mit dem Bildstock des 15. Jahrhunderts liegt noch heute in der ehemaligen Vorstadt

Mit dem Aufstieg der Urpfarrkirche Maria im Weingarten zur Wallfahrtsstätte zogen die Pilger nach der Volkacher Altstadt auch durch die Untere Vorstadt. Sinnfälligstes Symbol dieser religiösen Bedeutung ist noch der Bildstock des 15. Jahrhunderts. Allerdings wurde er in späterer Zeit weiter in Stadtnähe versetzt. Am alten Wallfahrtsweg lagen die Ziegelhütte und die Volkacher Lehmgrube, wo Stoffe für den Hausbau gewonnen wurden.
Ursprünglich war die Siedlung nicht von der Kernstadt getrennt, erst durch den Bau der Volkacher Stadtbefestigung um 1300 wurde die Einheit der beiden Ortskerne aufgelöst. Die Bewohner der Unteren Vorstadt waren, anders als die Menschen der Kernstadt, immer wieder von teilweise schweren Hochwassern des Mains betroffen, sodass ein schleichender Niedergang einsetzte. Um 1500 wurde der Fischmarkt in die Rathaushallen verlegt, die Fischer siedelten allerdings weiterhin am Bach.
Das Ende der mittelalterlichen Unteren Vorstadt kam erst mit dem Dreißigjährigen Krieg. Die vielen Durchzüge fremder Truppen und die eingeschleppten Seuchen führten in Volkach zu einem Bevölkerungsrückgang. Die ungeschützte Untere Vorstadt war außerdem leicht zu besetzen, sodass im Jahr 1698 insgesamt 20 Parzellen verödet waren. Zu diesem Zeitpunkt bestanden lediglich die Ziegelhütte, die Brückenmühle, drei Wohnhäuser und drei Werkstätten in der Vorstadt.
Noch im 17. Jahrhundert siedelten die restlichen Bewohner in die Kernstadt Volkachs über und die Untere Vorstadt wurde endgültig aufgegeben. Stattdessen vereinte die Obere Vorstadt, bereits als Handelsplatz etabliert, die kernörtlichen Elemente auf sich. Erst im 18. Jahrhundert entstanden auf dem verlassenen Areal neue Wohnhäuser. Später wurden hier Obst und Gemüse angebaut. Nach dem Zweiten Weltkrieg wuchs die Stadt bis an die Wallfahrtskirche heran. Die untertägigen Überreste der Vorstadt werden als Bodendenkmal geführt.